# Karol Borsuk
Karol Borsuk (Varsóvia, 8 de maio de 1905 — Varsóvia, 24 de janeiro de 1982) foi um matemático polonês.
Estudou na Universidade de Varsóvia, onde doutorou-se em 1931, orientado por Stefan  Mazurkiewicz. Conheceu Stanisław Ulam em Lviv, com quem iniciou a trabalhar conjuntamente. Após a ocupação da Polônia pelas tropas alemãs, houve uma severa perseguição aos intelectuais poloneses, e Borsuk conseguiu se esconder. Após a guerra Borsuk muito contribuiu para a reconstrução do sistema de ensino polonês, sendo professor de matemática em Varsóvia a partir de 1946.
Seu campo principal de interesse foi a topologia, por exemplo a homotopia. O teorema de Borsuk-Ulam lembra seu trabalho conjunto com Ulam.
Em 1954 apresentou um trabalho no Congresso Internacional de Matemáticos em Amsterdam, com o título Sobre a eliminação de paradoxos na topologia (em francês).
Foi membro da Escola de Matemática de Varsóvia, e desde 1956 da Academia de Ciências da Polônia.